# Calophyllum grandiflorum
Calophyllum grandiflorum là một loài thực vật có hoa trong họ Calophyllaceae. Loài này được J.J.Sm. mô tả khoa học đầu tiên năm 1920.